# Berkenrode

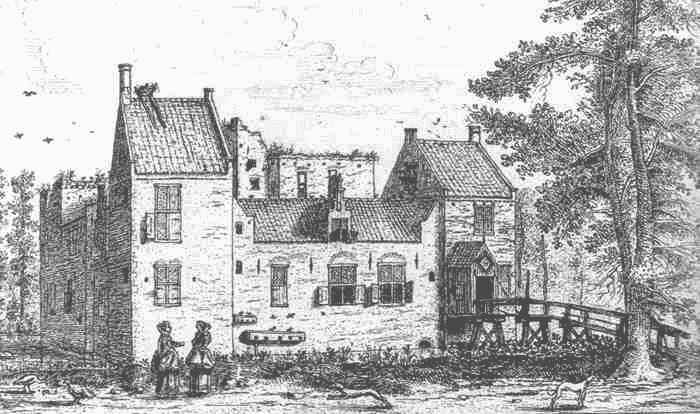
Slot Berkenrode 1628

Berkenrode was een heerlijkheid en gemeente in de buurt van Haarlem.

## Geschiedenis
Door graaf Floris V werd Berkenrode op 5 december 1284 "In Sente Niclaisavont" in leen gegeven aan zijn knaap Jan van Haerlem. Berkenrode was onderdeel van de heerlijkheid Heemstede, maar in 1466 deed Jan van Heemstede wegens acuut geldgebrek afstand van het ambacht Berkenrode aan de toenmalige (vermogende) bezitter van het kasteel van Berkenrode: Gerrit van Berkenrode.
De gemeente zou in 1852 worden opgeheven. De gemeenteraad maakte daartegen bezwaar. Fusiepartner Heemstede had grote schulden die pas in 1856 afgelost zouden zijn. Pas op 8 september 1857 ging Berkenrode op in Heemstede.

## Kasteel en landgoed
Het 14e-eeuwse kasteel van Berkenrode werd in 1797 door Jan Pieter van Wickevoort Crommelin afgebroken. Hij realiseerde een nieuwe buitenplaats, die tegenwoordig een rijksmonument is. Sinds deze Crommelin zijn vijf generaties van dit geslacht van patriciërs - ook bekend als paardenliefhebbers - aan Berkenrode verbonden geweest.
Landgoed Berkenrode werd in 1954 eigendom van Ernst van Eeghen, nadat zijn tante Olga Ernestine Henriette van Eeghen (1889-1954), weduwe van Hendrik van Wickevoort Crommelin, kinderloos was overleden. Van Eeghen zou hiermee de 26e heer van Berkenrode worden.

## Oud Berkenrode
Naar Berkenrode is eveneens de villa aan de Herenweg vernoemd. Deze werd vanaf 1933 bewoond door de politicus Jan Bomans, de vader van de Nederlandse schrijver Godfried Bomans.

## Geboren
- In Berkenrode is de in Frankrijk bekend geworden kunstschilder Christiaan van Pol in 1752 geboren.
- Voorts Hendrik van Wickevoort Crommelin op 17 september 1832, heer van Berkenrode, paardenfokker en -pikeur (overleden op 20 juni 1901 in Heemstede).

## Berkenrode-overleg
In de jaren zeventig en tachtig werd op initiatief van Ernst van Eeghen het zogeheten 'Berkenrode-overleg' gehouden, waarbij tijdens de Koude Oorlog op het gebied van oorlog en vrede, informeel overleg plaatsvond tussen Nederlandse zakenlieden en Russische deskundigen, waaronder maarschalk Semion Ivanov en generaal Radomir Bogdanov. Gesproken werd over de toen actuele kruisrakettenkwestie, alsmede over militaire en economische betrekkingen tussen Oost en West.